# Georges Lautner
Georges Lautner (Niça, 24 de gener de 1926 − París, 22 de novembre de 2013) va ser un director de cinema i guionista francès.

## Biografia
Georges Lautner va néixer a Niça, fill de Leopold Lautner (1893-1938), joier d'origen vienès i aviador que va participar en exhibicions aèries (va ser pilot de combat durant la Primera Guerra mundial), i l'actriu Marie-Louise Vittore (que apareix amb el nom de Renée Saint-Cyr en onze pel·lícules del seu fill). El 1933, després d'haver passat part de la seva infància al sud, es va traslladar a París amb la seva mare i va estudiar en el Lycée Janson de Sailly de París.
La seva mare va començar la seva carrera al cinema aquell any i amb un èxit en Les Deux orphelines. Va ser aleshores quan ell va descobrir el cinema i va freqüentar les sales de cinema, però aquest període feliç va ser entelat per la mort del seu pare, el 17 de juliol de 1938, en un accident d'avió.

## Filmografia

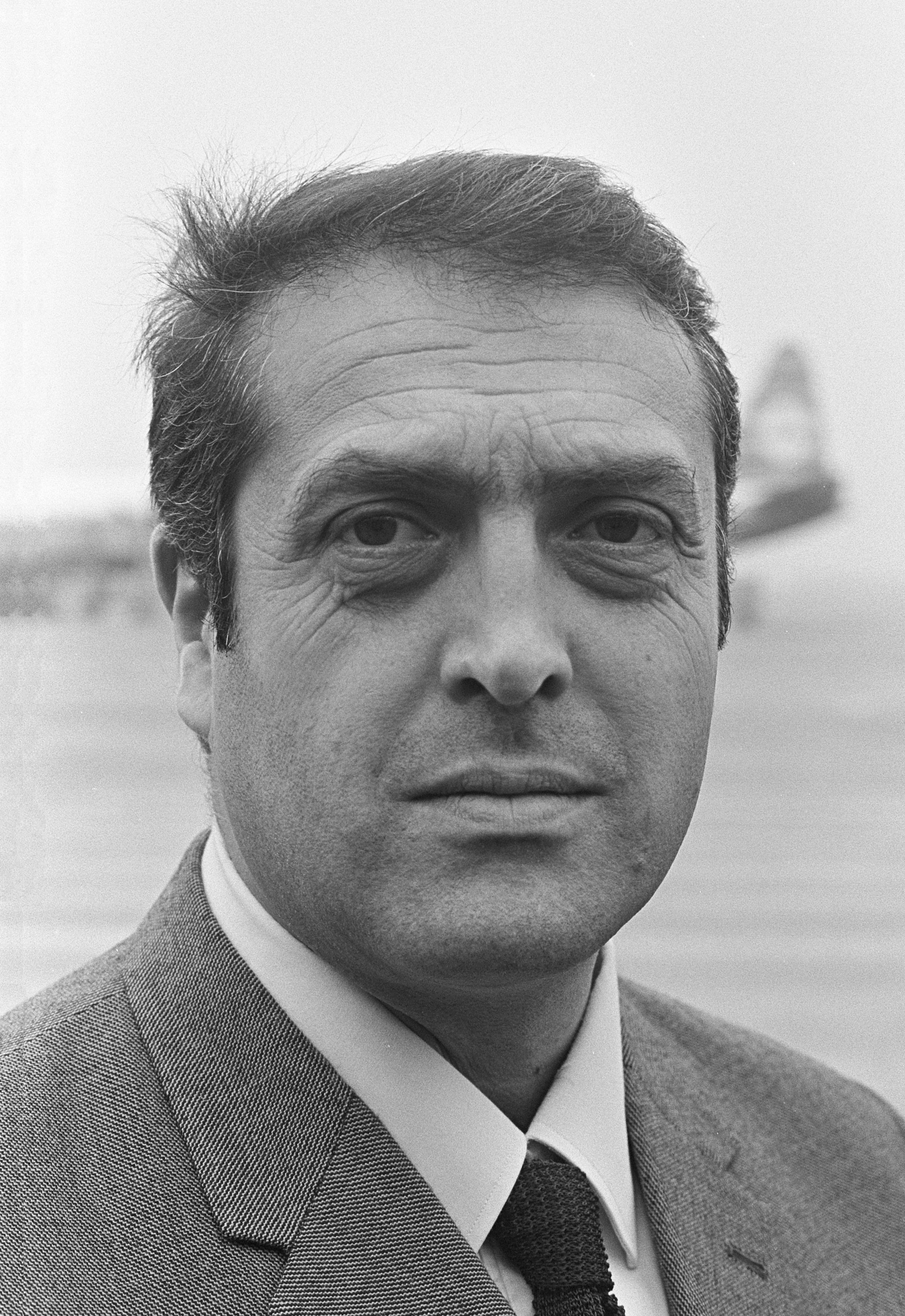
Georges Lautner el 1966

Filmografia:

### Director
- 1958: La Môme aux boutons
- 1960: Arrêtez les tambours
- 1960: Marche ou crève
- 1961: Le Monocle noir
- 1962: Le septième juré
- 1962: En plein cirage
- 1962: L'Œil du Monocle
- 1963: Les Tontons flingueurs
- 1964: Des pissenlits par la racine
- 1964: Le Monocle rit jaune
- 1964: Les Barbouzes
- 1965: Les bons vivants, codirigida amb Gilles Grangier
- 1966: Galia
- 1966: Ne nous fâchons pas
- 1967: La grande sauterelle
- 1968: Fleur d'oseille
- 1968: Le Pacha
- 1971: Il était une fois un flic
- 1971: La ruta de Salina (La route de Salina)
- 1971: Laisse aller, c'est une valse
- 1973: La valise
- 1973: Quelques messieurs trop tranquilles
- 1974: Les seins de glace
- 1975: Pas de problème
- 1976: On aura tout vu
- 1977: La mort d'un home corrupte (Mort d'un pourri)
- 1978: Ils sont fous ces sorciers
- 1979: Flic ou voyou
- 1980: El rei de l'estafa (Le Guignolo)
- 1981: Est-ce bien raisonnable ?
- 1981: Le Professionnel
- 1983: Attention! Une femme peut en cacher une autre
- 1984: Le Cowboy
- 1984: Joyeuses Pâques
- 1985: Casa de boges 3 (La Cage aux folles 3 - 'Elles' se marient)
- 1987: La Vie dissolue de Gérard Floque
- 1988: La Maison assassinée
- 1989: L'Invité surprise
- 1990: Présumé dangereux
- 1991: Triplex
- 1992: Room service
- 1992: Prêcheur en eau trouble (TV)
- 1992: L'Inconnu dans la maison
- 1994: L'Homme de mes rêves (TV)
- 1996: Le Comédien (TV)
- 2000: Scénarios sur la drogue (segment Le bistrot)

### Guionista
- 1960: Arrêtez les tambours
- 1960: Marche ou crève
- 1962: En plein cirage
- 1962: L'Œil du Monocle
- 1963: Les Tontons flingueurs
- 1964: Des pissenlits par la racine
- 1964: Le Monocle rit jaune
- 1965: Les Bons Vivants, codirigit amb Gilles Grangier
- 1966: Ne nous fâchons pas
- 1967: La Grande sauterelle
- 1968: Fleur d'oseille
- 1968: Le Pacha
- 1970: Michel Strogoff (Der Kurier des Zaren), dirigida per Eriprando Visconti
- 1971: Il était une fois un flic
- 1971: La ruta de Salina (Road to Salina)
- 1971: Laisse aller, c'est une valse
- 1973: La Valise
- 1973: Quelques messieurs trop tranquilles
- 1975: Pas de problème!
- 1978: Ils sont fous ces sorciers
- 1981: Le Professionnel
- 1984: Le Cowboy
- 1984: Joyeuses Pâques
- 1985: La Cage aux folles 3 - 'Elles' se marient
- 1987: La Vie dissolue de Gérard Floque
- 1988: La Maison assassinée
- 1989: L'Invité surprise
- 1990: Présumé dangereux
- 1992: Prêcheur en eau trouble (TV)
- 1992: L'Inconnu dans la maison
- 1994: L'Homme de mes rêves (TV)
- 1995: Entre ces mains-là, dirigida per Arnaud Sélignac (TV)
- 2003: La Trilogie des 'Monocle', dirigida per David Maltese (TV)

### Actor
- Les Corsaires du Bois de Boulogne (1954)